# Centericq
CenterICQ was een opensource-chatprogramma voor de commandoregel van Unix-achtige systemen. Het programma heeft dus geen GUI.
Hoewel de naam doet vermoeden dat het programma alleen ICQ ondersteunt, was CenterICQ een multiprotocolclient en ondersteunde het onder andere AIM, Gadu-Gadu, IRC, MSNP, YSMG en XMPP (Jabber).
Tegenwoordig onderhoudt de bouwer van de software het pakket niet meer en hebben andere ontwikkelaars het pakket gekopieerd en verschillende beveiligingspatches en andere updates toegepast. Het geforkte project heet nu CenterIM.